# Station Bourcy
Station Bourcy is een voormalig spoorwegstation langs spoorlijn 163 (Libramont – Bastenaken – Gouvy) in het Belgisch-Luxemburgse dorp Bourcy, in de
gemeente Bastenaken. Het is geopend in 1884 en definitief gesloten in 1984.
Het station was ook het eindpunt van buurtspoorweg/tramlijn 504 naar Houffalize
. De tram vertrok van het stationsplein. De tramlijn liep ongeveer 600 meter parallel aan de spoorlijn.

## Aantal instappende reizigers
De grafiek en tabel geven het gemiddeld aantal instappende reizigers weer op een week-, zater- en zondag.
| Tabel: aantal instappende reizigers station Bourcy | Tabel: aantal instappende reizigers station Bourcy | Tabel: aantal instappende reizigers station Bourcy | Tabel: aantal instappende reizigers station Bourcy |
|                                                    | Weekdag                                            | Zaterdag                                           | Zondag                                             |
| -------------------------------------------------- | -------------------------------------------------- | -------------------------------------------------- | -------------------------------------------------- |
| 1977                                               | 62                                                 | 24                                                 | 13                                                 |
| 1978                                               | 56                                                 | 17                                                 | 16                                                 |
| 1979                                               | 52                                                 | 39                                                 | 14                                                 |
| 1980                                               | 62                                                 | 25                                                 | 28                                                 |
| 1981                                               | 52                                                 | 19                                                 | 14                                                 |
| 1982                                               | 65                                                 | 64                                                 | 50                                                 |
| 1983                                               | 46                                                 | 27                                                 | 24                                                 |

0,0: Libramont ·
3,5: Ourt ·
6,6: Bernimont ·
10,5: Wideumont ·
15,7: Rosières ·
18,9: Morhet ·
22,2: Sibret ·
24,2: Villeroux ·
28,7: Bastenaken-Zuid ·
29,8: Bastenaken-Noord ·
33,4: Bizory ·
38,9: Bourcy ·
44,6: Tavigny ·
52,5: Limerlé ·
58,9: Gouvy ·
66,4: Beho ·
69,0: Maldange ·
71,4: Weisten ·
74,2: Crombach ·
79,0: Sankt Vith